# Lledó (kommunhuvudort)
Lledó är en kommunhuvudort i Spanien.   Den ligger i provinsen Provincia de Teruel och regionen Aragonien, i den östra delen av landet, 300 km öster om huvudstaden Madrid. Lledó ligger 460 meter över havet och antalet invånare är 183.
Terrängen runt Lledó är kuperad österut, men västerut är den platt. Terrängen runt Lledó sluttar norrut. Runt Lledó är det glesbefolkat, med 10 invånare per kvadratkilometer. Närmaste större samhälle är Gandesa, 17,4 km nordost om Lledó. 